# Ordinele franciscane
| Ordinele Franciscane      | Ordinele Franciscane                                                                       |
| ------------------------- | ------------------------------------------------------------------------------------------ |
|                           |                                                                                            |
| Blazon                    |                                                                                            |
| Nume oficial              | Ordo Fratrum Minorum; Ordo Fratrum Minorum Conventualum; Ordo Fratrum Minorum Cappucinorum |
| Nume popular              | Franciscani                                                                                |
| Fondator                  | Sf. Francisc de Assisi, Assisi                                                             |
| Data înființării          | 1210                                                                                       |
| Apartenența               | Biserica Catolică                                                                          |
| Sigla                     | OFM, OFMConv, OFMCap                                                                       |
| Statut canonic            | Ordin mendicant                                                                            |
| Vestimentație             | Îmbrăcăminte monahală maro sau neagră                                                      |
| Ramura femenină/masculină | Clarise                                                                                    |
| Sit oficial               | OFM: http://www.ofm.org; OFMConv: http://www.ofm-conv.org; OFMCap: http://www.ofmcap.org;  |
| Ordine religioase         |                                                                                            |

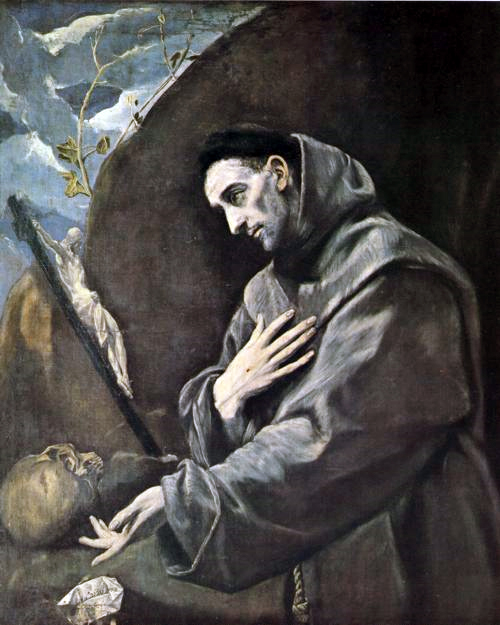
Ordinul Franciscan este alcătuit din discipoli ai Sfântului Francisc din Assisi

Ordine franciscane sunt ordinele catolice care urmează regula proprie formulată de Francisc de Assisi, care, în vremea acumulării medievale de capital, a impus pentru ordinul său regula sărăciei.
Din 1897 principalele familii franciscane sunt reunite în Ordo Fratrum Minorum (OFM), rămânând totuși distincte ramurile: minoriții (Ordo Fratrum Minorum Conventualum: OFMConv) și capucinii (Ordo Fratrum Minorum Cappucinorum. OFMCap) pe lângă terțiarii franciscani (Ordo Franciscanum Secularum OFS) și familia franciscană feminină: Clarisele.

## Recunoașterea bisericească și primele tensiuni interne
Regula de viață franciscană a fost aprobată oral de papa Inocențiu al III-lea în anul 1209, într-un context în care acumularea de capital și de privilegii a dus la apariția mișcării valdenze. Francisc a promovat, la fel ca și valdenzii, o trăire evanghelică radicală și o spiritualitate a sărăciei, precum și conceptul de egalitate. Spre deosebire de valdenzi, pentru Francisc a fost hotărâtoare rămânerea și apartenența activă în cadrul bisericii.
Legătura dintre ideea inițială și instituționalizarea ei a fost destul de dificilă și nu fără pericole și riscuri pentru urmașii lui Francisc. Cu destulă trudă și în parte dezamăgiri s-a ajuns la codificarea așa-zisei Regula bullata, inspirată din tradiția ordinelor călugărești, regulă care a fost confirmată de papa Honoriu al III-lea în 1223.
Cu circa zece sau unsprezece ani în urmă, cu colaborarea Clarei fusese înființat un grup feminin franciscan (clarisele) și mai apoi, în 1221, al Treilea Ordin Franciscan – Secular.
Când la 43/44 de ani se stingea fondatorul ordinul său număra deja mii și mii de membri. Dispariția fondatorului însă a provocat o criză de lungă durată (1230-1260). Această criză o constituia tensiunea dintre „spiritualiști” (printre care se numărau figurile proeminente ale lui Angelo Clareno, Ubertino da Casale, Pietro di Giovanni degli Ulivi ș.a.), care revendicau o respectare riguroasă a regulei sărăciei și a predicării itinerante, fără nici un fel de ajutor „mondan”. De cealaltă parte erau conventualii, care se organizau în modelele de viață ereditate de la tradiția monastică și înclinau să accepte proprietăți materiale pentru susținerea conventelor.
Această controversă a fost stinsă de activitatea superiorului general din acea vreme, Bonaventura da Bagnoregio (1221-1274). N-a trecut însă prea mult și o nouă criză s-a iscat în interiorul fraternității franciscane. Această nouă controversă a fost provocată de scrierile abatelui Gioacchino da Fiore: el dorea o nouă eră, a unei „Bisericii a Spiritului”; această viziune a fost identificată de mulți ca fiind franciscanii însăși.
În pofida dificultăților interne, ordinul a înflorit repede și a jucat un rol important (dacă nu chiar hotărîtor) în reînnoirea Bisericii printre masele populare ale situației zbuciumate de la sfârșitul Evului Mediu.

## Activitatea culturală
În sec. al XIII-lea în Ordinul franciscan s-a maturizat vocația pentru studiu odată cu crearea nucleelor franciscane pe lângă cele mai ilustre universități ale vremii; un vârf de lance a acestei activități a fost opera filosofică și teologică a lui Bonaventura da Bagnoregio, care a repropus tradiția platonico-augustiniană însă într-o nouă lumină: aceea a traiectoriei spirituale a franciscanilor.
În afară de distincția netă credință – rațiune, proprie lui Ioan Duns Scotus, în școala filosofică franciscană s-a înregistrat și nominalismul lui William de Ockham.
În sec. al XIV-lea pietatea franciscană s-a manifestat în pictura gotică, care a reprezentat un apogeu în arta medievală (Maestro di San Francesco di Gubbio, Giotto). Opere ale acestora s-au păstrat în Bazilica Sfântul Francisc din Assisi (Sacro Convento) și în Bazilica Sfânta Clara, cu tipica pictură didascalică.

## Reforma interioară
Separarea definitivă a așa-zișilor „fraticelli” (excomunicați de altfel în 1323 din cauza polemicilor lor excesive împotriva „Bisericii carnale”) n-a împiedicat un filon de „strictă observanță”, care urmărea să păstreze cu orice preț nealterată carisma franciscană originară (în acest curent se afla și Bernardin de Siena).
Conventualii au urmat însă o linie diferită, până când, în 1517 papa Leon al X-lea, cu bulla „Ite et vos in vineam”, a consfințit (hotărît) împărțirea Ordinului Franciscan în două ramuri: Conventualii, care urmau cursul lor și Observanții, cărora papa le-a adresat cuvintele de început ale bullei: „Mergeți și voi în vie”.
Reluarea carismei originare franciscane a fost și în centrul noii mișcări, care se va cristaliza cu numele de capucini. Mișcarea aceasta a fost inițiată în sec. al XVI-lea de Matteo da Bascio și recunoscută ca ramură franciscană de papa Clement al VII-lea, în 1528: capucinii au fost ramura cea mai angajată în confruntarea cu reforma protestantă și tocmai de aceea au creat multe instituții în teritoriile de limbă germană.
În prezent sunt așadar trei ramuri ale aceleași unice familii franciscane. Acestea sunt:

### Ordinul Fraților Minori
Ordinul Fraților Minori (sigla: OFM), numiți în general pretutindeni „observanți”; ei au haina maro.

### Ordinul Fraților minori Conventuali
Ordinul Fraților minori Conventuali (sigla: OFMConv); aceștia sunt cunoscuți cu numele de „conventuali” în România; în fosta Austro-Ungarie și în spațiul german sunt cunoscuți cu numele de „minoriți” sau „franciscani negri” (după haina de culoare neagră purtată de conventuali în cea mai mare parte a Europei după suprimarea lor din timpul lui Napoleon, pentru a trece drept preoți diecezani); „Cordelieri” în teritoriile francofone (de la cingulul alb pe care îl au încins la brâu) și „frații gri” în spațiile anglo-saxone (unde mai poartă și azi haina de culoare grei, considerată de specialiști culoarea originară a „saio”-lui lui Francisc: doar în parte adevărat, întrucât haina lui Francisc așa cum s-a păstra și se păstrează la Assisi în Sacro Convento, are toate cele trei culori ale franciscanilor: gri, maro și negru; ce-i drept în cantități diferite, printre peticele care o compun). Respectă in mai de-aproape viața și stilul sfântului Francisc.

### Ordinul Fraților Capucini
Ordinul Fraților Capucini (sigla: OFMCap), cunoscuți cu numele de „capucini” cu excepția spațiului germano-austro-ungar, unde sunt mai sunt numiți și „braune Franziskaner”, deoarece au culoarea hainei maro. Se disting prin stilul de viață comunitară, precum și prin portul de sandale și barbă.

## Apostolatul în perioada modernă
Intensă este angajarea misionară a franciscanilor îndeosebi în America Latină și în Asia. Avântul misionar în aceste spații a început prin anii 1500 și continuă până în prezent în ciuda tuturor dificultăților întâlnite. De prin 1800 pot fi întâlniți și în Africa, mai ales cu activitatea misionară a lui Guglielmo de Massaia.
Între anii 1700 – 1800 franciscanii au fost loviți de nenumărate suprimări și de confiscarea conventelor (mănăstirilor) lor de către autoritățile civile în țările Europei Occidentale. Numai după 1880 s-a cunoscut o reluare treptată, ajutați și de reforma papei Leon al XIII-lea din 1897, care a regrupat diferitele familii în Ordinul Fraților Minori.
În 1900 franciscanii au continuat să dezvolte propria carismă de mărturie simplă și însuflețită de bucuria credinței, trăind dragostea evanghelică și dând în același timp lumii și oameni de mare cultură (de ex. Agostino Gemelli, fondatorul Universității Catolice de la Roma și a celebrului spital – tot din Roma – care îi poartă numele).
Mai recent s-au cristalizat filoane de atenție ecumenică. Pacifistă și ecologică, care – în instituțiile franciscane din Assisi – au un puternic centru propulsor. 
- CEFID (Centro Francescano Internazionale per il Dialogo = Centrul Franciscan Internațional pentru Dialog);
- Ecumenismo e il Dialogo interreligioso (=Ecumenismul și Dialogul interreligios);
- Giustizia, Pace e Salvaguardia del Creato (=Dreptate, Pace și Salvarea Creației);
- Promozione e rispetto per la vita (=Promovarea vieții și respectul datorat ei).

## Personaje ilustre
Personaje ilustre date lumii și Bisericii de franciscani (pe lângă Francisc de Assisi):
- Sfânta Clara de Assisi (1194 - 1253);
- Sfântul Anton de Padova (1195 - 1231);
- Tommaso da Celano (cca. 1190 – cca. 1260)
- Sfântul Bonaventura da Bagnoregio, Magister artis la Sorbona, Ministru general al Ordinului Franciscan și apoi episcop de Lyon, unde a pregătit al doilea Conciliul din Lyon, al XIII-lea ecumenic din 1274, (1218 - 1274);
- Nicolae al IV-lea, papă (cca. 1227 - 1292);
- Jacopone da Todi (1230 - 1306);
- Angelo Clareno (cca. 1255 – cca. 1337);
- Ubertino da Casale (1259 - 1338);
- Dante Alighieri (cca. 1265 - 1321);
- Sfântul Ludovic de Toulouse[1] – din familia regală d’Anjou (1274 - 1297);
- Papa Sixt al IV-lea (1414-1484);
- Papa Sixt al V-lea (1521-1590);
- Papa Clement al XIV-lea (1705-1774);
- Maria Restituta Kafka (1894-1943), soră medicală executată de naziști după ce a refuzat să-i trateze preferențial pe pacienții „arieni” față de cei „nearieni”.

Și în prezent franciscanii sunt ordinul religios (monastic) cel mai numeros. În anul 2000 franciscanii numărau peste 34.000 de membri în cele trei ramuri, cărora li se adaugă cei peste 1.400.000 de terțiari (laici ce trăiesc regula franciscană în propriul mod de viață).

## Precizare

### Primul Ordin
Cuprinde cele trei ramuri: Frații Minori, Frații Minori Conventuali și Frații Minori Capuccini. Chiar dacă aceste ramuri observă fundamental aceeași regulă, raportându-se la aceeași unică carismă și la același unic fondator, fiecare „familie” (ramură) s-a creat în decursul secolelor o structură proprie și independentă. Cu toții însă sunt angajați în trăirea unei sinteze evanghelice de viață activă și contemplativă. Pentru toți bazele spiritualității sunt urmarea evanghelică a lui Cristos într-o viețuire în rugăciune, în sărăcie, în ascultare și în fraternitate.

### Al doilea Ordin
Îl constituie călugărițele de clauzură numite „Clarise” de la personalitatea și spiritualitatea co-fondatoarei lor: Sfânta Clara de Assisi. Având același fondator au și aceeași spiritualitate cu Primul Ordin, dar alături și în complementarietate cu el, au o caracteristică proprie: dimensiunea contemplativă în clauzură. Și astăzi caracteristicile fundamentale sunt contemplarea, penitența, iubirea silențioasă, smerita dăruire fraternă de slujire în comunitatea marii familii umane.

### Al Treilea Ordin
Este compus din Ordinul Franciscan Secular (OFS) și Ordinul al Treilea Regular, atât ramura bărbătească cât și cea feminină (în practică este vorba tot de călugări și de călugărițe care viețuiesc după regula franciscană, dar nu cea pe care a dat-o Francisc pentru Primul Ordin, ci după aceea dată pentru laici). Franciscanii Seculari, rămânând în lume și în propria stare de viață și de muncă, continuă să pună în practică zi de zi mesajul franciscan de iertare din iubire, pace de dragul lui Christos, și fraternitate cu tot ceea ce Dumnezeu a creat.

## Mănăstiri, case sau parohii franciscane din România
- Baia Mare: Biserica Sfântul Anton din Baia Mare
- Brașov: Biserica Sf. Ioan Botezătorul (OFM)
- Buruienești, județul Neamț: parohia deservită de OFMConv
- Carei - județul Satu Mare
- Cluj: Biserica Franciscană (OFM)
- Dej: Biserica Franciscană (OFM)
- Deva - județul Hunedoara
- Estelnic - județul Covasna
- Faraoani - județul Bacău
- Făgăraș: Biserica Franciscană din Făgăraș, cu hramul Sfânta Treime, cunoscută sub denumirea de „Biserica Paterilor”;
- Galați - județul Galați
- Hălăucești, județul Iași: parohia deservită de OFMConv.
- Huși - județul Vaslui
- Lăzarea - județul Harghita (OFM)
- Luizi Călugăra - județul Bacău
- Odorheiu Secuiesc - județul Harghita
- Oradea - județul Bihor (OFMConv)
- Miercurea Ciuc, biserica din Șumuleu Ciuc, vestită prin Pelerinajul de Rusalii - județul Harghita
- Nisiporești - județul Neamț
- Prăjești - județul Bacău
- Roman - județul Neamț
- Sebeș, județul Alba: Biserica Franciscană (OFM)
- Târgu Trotuș - județul Bacău
- Pârul Rece- județul Brașov: „Mănăstirea Franciscană” cu hramul „Sfânta Treime”(OFMConv)
- Mediaș, județul Sibiu